# USM International 2015
Die USM International 2015 als offene internationale Meisterschaften von Indonesien im Badminton fanden vom 14. bis zum 19. April 2015 in Semarang statt.

## Sieger und Platzierte
| Disziplin    | Gold                                          | Silber                                          | Bronze                                     |
| ------------ | --------------------------------------------- | ----------------------------------------------- | ------------------------------------------ |
| Herreneinzel | Wisnu Yuli Prasetyo                           | Reksy Aureza Megananda                          | Hermansyah                                 |
| Herreneinzel | Wisnu Yuli Prasetyo                           | Reksy Aureza Megananda                          | Mahbub Thomi Azizan                        |
| Dameneinzel  | Fitriani                                      | Aprilia Yuswandari                              | Febby Angguni                              |
| Dameneinzel  | Fitriani                                      | Aprilia Yuswandari                              | Gregoria Mariska Tunjung                   |
| Herrendoppel | Fajar Alfian Muhammad Rian Ardianto           | Hantoro Rian Swastedian                         | Althof Baariq Reinard Dhanriano            |
| Herrendoppel | Fajar Alfian Muhammad Rian Ardianto           | Hantoro Rian Swastedian                         | Hardianto Kenas Adi Haryanto               |
| Damendoppel  | Gebby Ristiyani Imawan Tiara Rosalia Nuraidah | Anggia Shitta Awanda Ni Ketut Mahadewi Istarani | Ririn Amelia Komala Dewi                   |
| Damendoppel  | Gebby Ristiyani Imawan Tiara Rosalia Nuraidah | Anggia Shitta Awanda Ni Ketut Mahadewi Istarani | Jenna Gozali Shendy Puspa Irawati          |
| Mixed        | Irfan Fadhilah Weni Anggraini                 | Panji Akbar Sudrajat Apriani                    | Akbar Bintang Cahyono Nugraheny Ristya Ayu |
| Mixed        | Irfan Fadhilah Weni Anggraini                 | Panji Akbar Sudrajat Apriani                    | Lukhi Apri Nugroho Ulfa Zakia              |